# Automotrice FS 80
Le automotrici del gruppo 80 delle Ferrovie dello Stato erano automotrici a vapore con un particolare tipo di caldaia verticale e di motore realizzati secondo il brevetto francese della società Purrey. Provenivano dal parco delle reti Mediterranea e Sicula.

## Storia
Agli inizi del XX secolo, la società francese Purrey brevettò un particolare generatore di vapore, che rendeva particolarmente conveniente l'esercizio sulle linee a scarso traffico. Tale generatore venne montato su numerose automotrici che vennero fornite a diverse società ferroviarie francesi.
In seguito al successo riportato, il sistema destò l'interesse delle società ferroviarie italiane: nel 1904 la Società per le Strade Ferrate del Mediterraneo, esercente la Rete Mediterranea, ne ordinò due esemplari, e la Società per le Strade Ferrate della Sicilia, esercente la Rete Sicula, un esemplare.
Gli esemplari RM, numerati PACD 5501–5502, vennero provati sulla linea Roma–Viterbo, senza ottenere però i risultati sperati. Non sono invece note le vicende dell'esemplare RS.
Con la costituzione delle Ferrovie dello Stato (1º luglio 1905) le tre unità furono concentrate al deposito locomotive di Roma Tuscolana e immatricolate nel gruppo 80 con numeri 801–803. Nel 1907 furono trasferite a Napoli, fino al loro accantonamento nel 1910. Furono demolite entro il 1913.

## Caratteristiche
Le automotrici del gruppo 80 FS erano a 2 assi, con carro in acciaio e cassa in legno. Le sale erano sospese mediante molle di tipo semplice a balestra. La cassa era divisa in tre sezioni: la cabina anteriore con una particolare forma a punta aerodinamica dietro alla quale era montata la caldaia, il serbatoio d'acqua e la tramoggia di carico continuo del carbone. In posizione paracentrale era il comparto bagagliaio e infine il comparto viaggiatori diviso in tre sezioni, una di prima classe con 8 posti a sedere, una di terza classe con 16 posti a sedere e un'ultima sezione con ulteriori 8 posti in piedi; adiacente ad essa era il terrazzino di accesso e il passaggio di comunicazione con la eventuale carrozza agganciata. L'automotrice era in grado di trainare una carrozza su pendenza fino al 15 per mille e due in linea pianeggiante.
La caldaia era di tipo speciale verticale, a tubi d'acqua, a vapore surriscaldato a pressione elevata (circa 20 bar); il carico del carbone era automatico mediante una tramoggia a carico continuo e la combustione veniva regolata dal macchinista stesso mediante la variazione di ampiezza degli sportelli di immissione dell'aria nel ceneratoio. Il motore era costituito da due coppie di cilindri, a bassa ed alta pressione, con albero rotante e bielle motrici a bagno d'olio poste in posizione inclinata verso il basso con trasmissione finale a catena sull'asse anteriore. La velocità massima autorizzata dalle FS fu di 60 km/h nonostante il rotabile fosse in grado di raggiungere gli 85 km/h.